# Hero of the Day
«Hero of the Day» es una canción presente en el sexto disco de Metallica, Load, y que fue además editada como sencillo en 1996. La letra de la canción habla de la gente que busca héroes en los medios de comunicación sin darse cuenta de que pueden encontrarse en la vida cotidiana. Fue la primera canción grabada para el disco en el que se incluye, Load, al haberse realizado en diciembre de 1994.
El solo de esta canción es bastante simple y melódico a la vez, también tiene una estructura de guitarra bastante compleja.
El vídeo musical de la canción fue dirigido por Anton Corbijn, y presenta un hombre viendo la televisión, mientras que en todos sus canales aparece Metallica de alguna forma u otra por medio de películas, concursos, noticieros, comerciales, etc.
"Hero of the Day" fue tocada junto con la orquesta de San Francisco en 1999 para incluirse en el disco S&M.

## Créditos
- James Hetfield: Voz y guitarra rítmica.
- Kirk Hammett: Guitarra líder.
- Jason Newsted: Bajo eléctrico y coros.
- Lars Ulrich: Batería y percusión.